# Ẍ
A Ẍ (ẍ) a mam nyelvben és a kurd nyelv latin betűs átírásában előforduló betű, utóbbiban a غ megfelelője.

## Karakterkódolása
| Karakterkészlet | Kisbetű (ẍ) | Nagybetű (Ẍ) |
| --------------- | ----------- | ------------ |
| Unicode         | U+1E8D      | U+1E8C       |
| HTML/XML        | &#7821;     | &#7820;      |

Az URL-kódolásban a kisbetűs és nagybetűs jel megfelelői a %E1%BA%8D és a %E1%BA%8C.
A TeX szövegszerkesztőben a \"x és \"X kódolással érhető el.

## Kiejtése a különböző nyelvekben
A mam nyelvben a Ẍ kiejtése az IPA szerinti jelöléssel [ʃ], amelyet a magyarban az S betűvel jelölünk.